# Ouled Yaïch, Blida
Ouled Yaïch là một đô thị thuộc tỉnh Blida, Algérie. Dân số thời điểm năm 2002 là 55.719 người.